# Ерл Грей (чай)

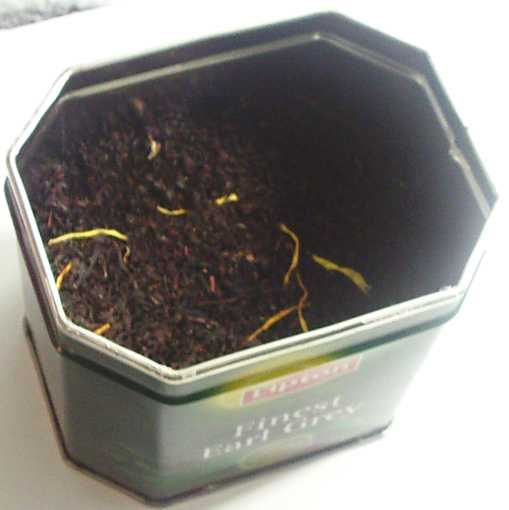
Бляшанка чаю «Finest Earl Grey»

«Ерл Грей» (англ. Earl Grey tea) — назва чаю з бергамотом, чайної суміші із специфічним ароматом, який отримують шляхом додавання екстракту олії зі шкірки плодів цитрусової рослини бергамота (або, частіше, її штучного замінника). Традиційно назва «Ерл Грей» стосувалася чорних чаїв, але фактично олію бергамота додають і до зелених та білих чаїв.

## Історія виникнення
Суміш «Ерл Грей» отримала назву від Чарлза Грея, другого графа (ерла, англ. Earl) Грея, британського прем'єр-міністра 1830-х років, який, за однією з легенд, отримав чай із додаванням бергамотової олії як дипломатичний подарунок.
За іншою версією своїм виникненням «Ерл Грей» завдячує випадку, який відбувся з одним з чайних кліперів. У трюмі судна розлилась бергамотова олія та просочила тюки з чаєм. Як наслідок, чай був визнаний непридатним і проданий як добриво. Проте, якийсь ентузіаст вирішив спробувати «зіпсований» продукт. Новинка незабаром отримала шалений успіх. Англійський лорд Адміралтейства граф Грей особисто вподобав «новий сорт», чим зробив новому продукту несподівану рекламу. Так чай отримав міжнародну популярність і ім'я лорда.
В наш час чай «Ерл Грей» вважається дещо вишуканим, але повсякденним напоєм і фігурує в художній літературі атрибутом при описах банальних сцен, нічим не примітних подій.